# Quiralidad (física)
La quiralidad en física, y en especial en física de partículas, es el fenómeno que describe el comportamiento de las partículas en un sistema de referencia dextrógiro, también llamado de mano-derecha, o uno levógiro o de mano-izquierda. El espín de las partículas puede ser utilizado para definir su helicidad que en el caso de ser partículas no masivas es la misma que la quiralidad. La transformación de simetría entre las dos se la llama paridad. La invarianza bajo paridad de un fermión de Dirac se llama simetría quiral.
Un experimento sobre la desintegración débil de los núcleos de cobalto-60 realizado por Chien-Shiung Wu y sus colaboradores en 1957 demostró que la paridad no es una simetría del universo.

## Quiralidad y helicidad
La helicidad de una partícula es dextrógira si la dirección de su espín coincide con la dirección de su movimiento; y es levógira si las direcciones del espín y del movimiento son opuestas. Matemáticamente, la helicidad es el signo de la proyección del vector de espín sobre el vector momento: levógira es negativa, dextrógira es positiva.
El concepto de quiralidad de una partícula es más abstracto. Está determinado por el hecho de que la partícula se transforme bajo una representación dextrógira o levógira del grupo de Poincaré. (Sin embargo, algunas representaciones, como los espinores de Dirac, tienen componentes tanto dextrógiras como levógiras. En estos casos, se define un operador de proyección que proyecta en las componentes.)
Para partículas sin masa—como el fotón, el gluón y el hipotético gravitón—la quiralidad es equivalente a la helicidad: una partícula sin masa tiene el espín en la misma dirección a lo largo de la dirección del movimiento independientemente del punto de vista del observador. Las partículas sin masa siempre se mueven a la velocidad de la luz, así que un observador real (que siempre irá a una velocidad menor) no puede estar en ningún sistema de referencia donde la partícula parezca invertir su dirección relativa, lo que significa que todos los observadores reales ven la misma quiralidad. Por esto, la dirección del espín de las partículas sin masa no se modifica por una transformación de Lorentz (cambio de sistema de referencia) en la dirección del movimiento de la partícula, y el signo de la proyección (helicidad) está fijada para todos los sistemas de referencia: la helicidad de las partículas sin masa es un invariante relativista (es decir, una cantidad que es igual en todos los sistemas de referencia inerciales).
Para partículas con masa—como los electrones, quarks y neutrinos—la quiralidad y helicidad son diferentes. En el caso de estas partículas, un observador puede cambiar a un sistema de referencia que adelante a la partícula, por lo que la partícula aparentará moverse hacia atrás, y su helicidad pasará a ser la opuesta.
Tras el descubrimiento de las oscilaciones de neutrinos, que implican que los neutrinos tienen masa, la única partícula sin masa observada es el fotón. Los gluones también se suponen sin masa, aunque no ha sido comprobado de manera conclusiva. Por tanto, estas dos son las únicas partículas conocidas para las cuales la helicidad es idéntica a la quiralidad. El resto de partículas conocidas tienen masa, y por tanto pueden tener distintas helicidades en diferentes sistemas de referencia.

## Simetría quiral
Las teorías gauge vectoriales con fermiones de Dirac sin masa {\displaystyle \psi } exhiben simetría quiral, es decir, las rotaciones independientes de las componentes levógira y dextrógira no causan ninguna diferencia en la teoría. Se puede escribir esto como la acción de una rotación de los campos:
{\displaystyle \psi _{L}\rightarrow e^{i\theta _{L}}\psi _{L}}  and  {\displaystyle \psi _{R}\rightarrow \psi _{R}}
o
{\displaystyle \psi _{L}\rightarrow \psi _{L}}  and   {\displaystyle \psi _{R}\rightarrow e^{i\theta _{R}}\psi _{R}.}
Con {\displaystyle N} sabores, se tendrían rotaciones unitarias {\displaystyle U(N)_{L}\times U(N)_{R}}.
Más generalmente, se pueden escribir los estados dextrógiros y levógiros como el operador de proyección actuando sobre un espinor. El operador de proyección dextrógiro es
{\displaystyle P_{R}={\frac {1+\gamma ^{5}}{2}}}
y el levógiro
{\displaystyle P_{L}={\frac {1-\gamma ^{5}}{2}}}
Los fermiones masivos no presentan simetría quiral, ya que el término {\displaystyle m{\bar {\psi }}\psi } del lagrangiano rompe explícitamente esta simetría. 
La transformación de simetría quiral se puede dividir en una componente que trata por igual las partes levógiras y dextrógiras, conocida como simetría vectorial, y una componente que las transforma de forma opuesta, la simetría axial.
En algunas teorías se puede dar la ruptura espontánea de la simetría quiral; el ejemplo más notable ocurre en cromodinámica cuántica debido a la formación de condensados de quarks. La teoría de perturbación quiral hace uso de esta ruptura espontánea de simetría, tratando a los piones y otros mesones pseudoescalares como bosones de Goldstone, lo que permite estudiar la dinámica de QCD a baja energía.
El modelo sigma es un modelo con campos escalares que ejemplifica la simetría quiral y su ruptura. 

### Ejemplo: quarksuyden QCD
Se considera la cromodinámica cuántica (QCD) con dos quarks sin masa, u y d (los fermiones masivos no exhiben simetría quiral). El lagrangiano es
{\displaystyle {\mathcal {L}}={\overline {u}}\,i\displaystyle {\not }D\,u+{\overline {d}}\,i\displaystyle {\not }D\,d+{\mathcal {L}}_{\mathrm {gluons} }~.}
En términos de los espinores levógiros y dextrógiros
{\displaystyle {\mathcal {L}}={\overline {u}}_{L}\,i\displaystyle {\not }D\,u_{L}+{\overline {u}}_{R}\,i\displaystyle {\not }D\,u_{R}+{\overline {d}}_{L}\,i\displaystyle {\not }D\,d_{L}+{\overline {d}}_{R}\,i\displaystyle {\not }D\,d_{R}+{\mathcal {L}}_{\mathrm {gluons} }~.}
(donde i es la unidad imaginaria y {\displaystyle \displaystyle {\not }D=\gamma ^{\mu }D_{\mu }} el operador de Dirac, formado por la contracción de la matriz de Dirac y la derivada covariante gauge.)
Definiendo
{\displaystyle q={\begin{bmatrix}u\\d\end{bmatrix}},}
se puede escribir como
{\displaystyle {\mathcal {L}}={\overline {q}}_{L}\,i\displaystyle {\not }D\,q_{L}+{\overline {q}}_{R}\,i\displaystyle {\not }D\,q_{R}+{\mathcal {L}}_{\mathrm {gluones} }~.}
El lagrangiano es invariante bajo una rotación de {\displaystyle q_{L}} por una matriz unitaria 2×2 {\displaystyle L}, y de {\displaystyle q_{R}} por una matriz unitaria 2×2 {\displaystyle R}. Esta simetría del lagrangiano se denomina simetría quiral de sabor, y se denota por {\displaystyle U(2)_{L}\times U(2)_{R}}. Se descompone en 
{\displaystyle SU(2)_{L}\times SU(2)_{R}\times U(1)_{V}\times U(1)_{A}~.}
La simetría vectorial singlete {\displaystyle U(1)_{V}} actúa como
{\displaystyle q_{L}\rightarrow e^{i\theta }q_{L}\qquad q_{R}\rightarrow e^{i\theta }q_{R}~,}
y corresponde con la conservación del número bariónico.
La simetría axial singlete {\displaystyle U(1)_{A}} actúa como
{\displaystyle q_{L}\rightarrow e^{i\theta }q_{L}\qquad q_{R}\rightarrow e^{-i\theta }q_{R}~,}
y no corresponde con ninguna cantidad conservada, ya que se viola explícitamente mediante una anomalía cuántica.
La simetría quiral restante {\displaystyle SU(2)_{L}\times SU(2)_{R}} resulta estar espontáneamente rota por un condensado de quarks {\displaystyle \langle {\bar {q}}_{R}^{a}q_{L}^{b}\rangle =v\delta ^{ab}} formado mediante la acción no perturbativa de los gluones. Queda sin romper el subgrupo diagonal vectorial {\displaystyle SU(2)_{V}}, conocido como isospín. Los bosones de Goldstone correspondientes a los tres generadores rotos son los tres piones. Como consecuencia, la teoría efectiva de los estados ligados de QCD, como los bariones, debe ahora incluir un término de masa para estos estados, ostensiblemente prohibido por la simetría quiral sin romper. Por lo tanto, la ruptura de la simetría quiral induce la mayor parte de la masa de los hadrones, como los nucleones, y explica el origen de la mayoría de la masa de la materia visible. 
En el mundo real, como los quarks tienen masas no nulas y diferentes, {\displaystyle SU(2)_{L}\times SU(2)_{R}} es solamente una simetría aproximada, y por lo tanto los piones tienen una masa pequeña pero no cero: son pseudo-bosones de Goldstone.

### Más sabores
Para más especies de quarks ligeros, en general N sabores, la simetría quiral correspondiente es {\displaystyle SU(N)_{L}\times SU(N)_{R}}, que se descompone en
{\displaystyle SU(N)_{L}\times SU(N)_{R}\times U(1)_{V}\times U(1)_{A}~,}
y exhibe una ruptura de la simetría quiral similar al caso anterior.
Usualmente se toma N=3, y se considera que los quarks u, d y s son ligeros (el camino óctuple), mientras que los otros tres quarks son tan pesados que la simetría quiral residual apenas es visible a efectos prácticos.